# Caratê nos Jogos Europeus de 2015 - Até 84 kg masculino
A competição masculina até 84 kg do caratê nos Jogos Europeus de 2015 foi realizada no Baku Crystal Hall em 14 de junho de 2015.

## Calendário
Horário de verão do Azerbaijão (UTC+5).
| Data        | Horário | Fase                |
| ----------- | ------- | ------------------- |
| 14 de junho | 11:00   | Fase qualificatória |
| 14 de junho | 16:00   | Semifinal           |
| 14 de junho | 18:00   | Final               |

## Medalhistas
| Ouro   | AZE Aykhan Mamayev  |
| Prata  | GRE Georgios Tzanos |
| Bronze | TUR Uğur Aktaş      |

## Resultados

### Fase qualificatória

#### Grupo A
| Atleta            | J | V | E | D | Pontos | Pontos | Pontos |
| Atleta            | J | V | E | D | GP     | GC     | Dif    |
| ----------------- | - | - | - | - | ------ | ------ | ------ |
| KOS Alvin Karaqi  | 3 | 3 | 0 | 0 | 10     | 2      | +8     |
| TUR Uğur Aktaş    | 3 | 2 | 0 | 1 | 21     | 6      | +15    |
| ITA Nello Maestri | 3 | 0 | 1 | 2 | 4      | 14     | -10    |
| POL Kamil Warda   | 3 | 0 | 1 | 2 | 2      | 15     | -13    |

|                   | Placar |                  |
| ----------------- | ------ | ---------------- |
| ITA Nello Maestri | 2–0    | POL Kamil Warda  |
| TUR Uğur Aktaş    | 1–3    | KOS Alvin Karaqi |
| ITA Nello Maestri | 0–3    | KOS Alvin Karaqi |
| TUR Uğur Aktaş    | 9–1    | POL Kamil Warda  |
| POL Kamil Warda   | 1–4    | KOS Alvin Karaqi |
| ITA Nello Maestri | 2–11   | TUR Uğur Aktaş   |

#### Grupo B
| Atleta              | J | V | E | D | Pontos | Pontos | Pontos |
| Atleta              | J | V | E | D | GP     | GC     | Dif    |
| ------------------- | - | - | - | - | ------ | ------ | ------ |
| GRE Georgios Tzanos | 3 | 2 | 0 | 1 | 13     | 4      | +9     |
| AZE Aykhan Mamayev  | 3 | 2 | 0 | 1 | 12     | 4      | +8     |
| UKR Yaroslav Horuna | 3 | 1 | 0 | 2 | 4      | 14     | -10    |
| FRA Kenji Grillon   | 3 | 0 | 0 | 3 | 5      | 12     | -7     |

|                     | Placar |                     |
| ------------------- | ------ | ------------------- |
| AZE Aykhan Mamayev  | 0–0    | GRE Georgios Tzanos |
| FRA Kenji Grillon   | 0–1    | UKR Yaroslav Horuna |
| AZE Aykhan Mamayev  | 6–3    | UKR Yaroslav Horuna |
| FRA Kenji Grillon   | 4–5    | GRE Georgios Tzanos |
| GRE Georgios Tzanos | 8–0    | UKR Yaroslav Horuna |
| AZE Aykhan Mamayev  | 6–1    | FRA Kenji Grillon   |

### Finais
|  | Semifinais          | Semifinais          |   |                  | Final               | Final |  |
|  |                     |                     |   |                  |                     |       |  |
|  |                     |                     |   |                  |                     |       |  |
|  | KOS Alvin Karaqi    | 1                   |   |                  |                     |       |  |
|  | AZE Aykhan Mamayev  | 6                   |   |                  |                     |       |  |
|  |                     |                     |   |                  |                     |       |  |
|  |                     |                     |   |                  |                     |       |  |
|  |                     |                     |   |                  | AZE Aykhan Mamayev  | 1     |  |
|  |                     | GRE Georgios Tzanos | 1 |                  |                     |       |  |
|  |                     |                     |   |                  |                     |       |  |
|  |                     |                     |   |                  |                     |       |  |
|  |                     |                     |   |                  | Disputa pelo bronze |       |  |
|  |                     |                     |   |                  |                     |       |  |
|  | TUR Uğur Aktaş      | 1                   |   | KOS Alvin Karaqi | 3                   |       |  |
|  | GRE Georgios Tzanos | 2                   |   |                  | TUR Uğur Aktaş      | 4     |  |